# Pseudobarbella attenuata
Pseudobarbella attenuata là một loài Rêu trong họ Meteoriaceae. Loài này được (Thwaites & Mitt.) Nog. miêu tả khoa học đầu tiên năm 1973.